# Annie Furuhjelm
Annie Fredrika Furuhjelm, född 11 december 1859 i Sitka, Alaska, död 17 juli 1937 i Hyvinge, var en finländsk journalist, politiker och feminist. 
Furuhjelm var pionjär för kvinnorörelsen i Finland. Hon tillbringade sina första år i Alaska, där fadern, Johan Hampus Furuhjelm, var amiral i rysk tjänst. Därefter flyttade familjen till östra Sibirien och sedan till Helsingfors. Från slutet av 1880-talet var hon medarbetare i Nya Pressen.
Mellan 1901 och 1927 redigerade Furuhjelm kvinnorörelsens organ Nutid och från 1919 till 1927 tidskriften Astra. Hon verkade först som vice ordförande i Unionen Kvinnosaksförbund i Finland, och från 1913 som dess ordförande. Från 1907 fram till sina sista år var hon ordförande i Svenska kvinnoförbundet. Från 1909 till 1920 var hon vicepresident i International Woman Suffrage Alliance (Världsalliansen för kvinnornas rösträtt, IWSA). 
Furuhjelm var även ledamot av lantdagen och riksdagen 1914, 1917–1918, 1918–1922 och 1927–1929 och tillhörde Svenska folkpartiets centralstyrelse mellan 1913 och 1919 och 1924 och 1930. 

## Biografi

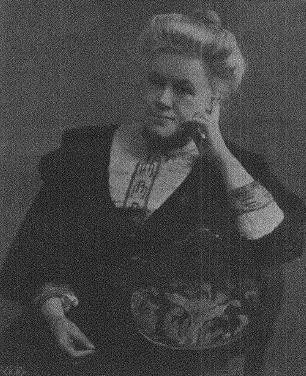
Annie Furuhjelm

Annie Furuhjelm föddes på ön Sitka i Alaska. Hon bodde där sina första år och vid fyra års ålder flyttade hon till Finland eftersom hennes far, Johan Hampus Furuhjelm, blivit utsedd till guvernör över Ryska Amerika. Annie Furuhjelm började i skola i Dresden år 1870. 1872 flyttade familjen tillbaka till Finland där deras hem blev Hongola som ägdes av hennes fars släkt i Urdiala socken. Hon gick sedan Tyska skolan i Helsingfors och efter det grundade hon en skola i Urdiala socken och blev lärare där. Hon bildade även ett folkbibliotek och en nykterhetsförening. Furuhjelm flyttade i början av 1900-talet till Helsingfors, då hon började sitt arbete om kvinnofrågan. Furuhjelms memoarer Människor och öden, Den stigande oron och Gryningen utkom på 1930-talet och de blev mycket märkbara.  Annie Furuhjelm dog 1937. Tidigare samma år hade hon lagt ner ordförandeklubban i Svenska Kvinnoförbundet som sedan togs över av viceordföranden Margit von Bonsdorff-Edgren.

## Livet och karriären

### Kvinnosaksförbundet Unionen och Svenska Kvinnoförbundet
Annie Furuhjelm blev det Svenska Kvinnoförbundets första ordförande år 1907 och hade den posten till 1937. Hon hade ett stort intresse för kvinnosaken och drev Kvinnoförbundet med iver. Svenska Kvinnoförbundet tog emot bidrag och donationer av personer som var intresserade av förbundet, därmed lades Annie Furuhjelms minnesfond upp. Furuhjelm blev en aktiv medlem inom Unionen där hon gjorde stora insatser med bland annat nödhjälpsverksamheten. Hon var viceordförande för Unionen år 1901–1908 och ordförande 1908–1912.

### Kampen om rösträtten
Annie Furuhjelm var den som började kämpa för kvinnlig rösträtt i Finland, så tidigt som år 1904 efter att hon tidigare samma år deltagit i en kongress i Berlin arrangerad av International Council of Women (IWC). Eftersom Furuhjelm höll posten som Unionens viceordförande, valdes hon att delta i kongressen tillsammans med andra medlemmar, bland annat Maikki Friberg och Helmi Tengén. Under kongressen ordnades det ett propagandamöte för att främja kvinnornas rösträtt som sedan resulterade i grundandet av The Woman Suffrage Alliance, på svenska Internationella rösträttsalliansen.
Efter resan till Berlin var Furuhjelm redo att leda kampen för att de finländska kvinnorna skulle få politisk rösträtt och för att förverkliga detta påbörjades en kvinnlig rösträttskampanj. Furuhjelm ordnade möten i sitt hem dit hon bjöd ledande personer inom Unionen. Senare bjöd hon även representanter av olika intressegrupper för att förbereda framförandet av rösträttsfrågan för allmänheten. Förslaget fick mycket uppmärksamhet av kvinnor såväl i Unionen som i Finsk kvinnoförening, även dagstidningarna skrev om rösträttsfrågan. Speciellt mycket betraktande fick det allmänna kvinnliga rösträttsmötet ordnad av Unionen 4 november 1904. Efter mötet fick Unionen ta emot stora mängder av telegram och adresser som kom in för att stödja kravet på rösträtten.
Furuhjelm förblev ledaren av denna kamp fram till att år 1906, då kvinnor fick både rätt att rösta och även själva ställa upp i politik. Detta var även startskottet för hennes politiska karriär som senare fortsatte i såväl enkammarlantdag som riksdagen.

#### Politik
Annie Furuhjelm var medlem av Svenska folkpartiets centralstyrelse i några omgångar åren 1916–1919 samt 1924–1930. Hon var även medlem av Svenska lantdagsgruppen 1914, 1917–1923 och 1927–1929 I. Med Kvinnoförbundets stöd valdes hon in som representant för Svenska Kvinnoförbundet och Svenska folkpartiet inför riksdagsperiod som började år 1917.

#### Tidskrifter
Furuhjelm var en de personer i Svenska Kvinnoförbundet som aktivt deltog i sammanställningen av tidskriften Nutid sedan år 1895, som sedan togs ner under första världskriget på grund av ekonomiska hinder. Furuhjelm tog första steget till en ny tidskrift år 1918 för att förstärka samhörigheten bland kvinnor i såväl hemlandet som utlandet. Kvinnoförbundet lyssnade på hennes initiativ som sedan ledde till grundandet av tidskriften Astra, vars första nummer utkom år 1919. Furuhjelm var redaktör för Astra mellan åren 1925 och 1926.